# 石揮
石 揮（せき き、Shi Hui、出生名：石 毓涛、Shi Yutao、1915年 - 1957年12月）は、1940年代から1950年代にかけて広く知られていた中国の俳優、映画監督。1950年代半ばには反右派闘争の犠牲となり、その後程なくして自殺した。

## 経歴
石は天津市に生まれ、北京市で育ち、1940年に上海へ移り住んで舞台俳優として活動した。
石の映画俳優としての経歴は、比較的遅く始まった。最初に出演した映画は、呉仞之監督による1941年の映画『乱世風光』であったが、広く知られるようになったのは第二次世界大戦後の1947年に文華影業公司に入り、黄佐臨監督の『假鳳虚凰 (Phony Phoenixes)』や黄紹芬監督の『太太萬歲 (Long Live the Missus!)』など一連の古典的作品に出演してからであった。石は、『哀楽中年 (Miserable at Middle Age)』でも主演を務めたが、この作品は中国の映画史上において最も優れたもののひとつにしばしば挙げられる。
共産革命後、石は徐々にカメラの背後に回るようになり、自ら主演した古典的映画『私の一生 (This Life of Mine)』を監督した。1950年代前半を通して、石は映画監督として活動し、1954年の映画『鸡毛信 (Letter with Feather)』は国際的にも注目され、エディンバラ映画祭で賞を獲得した。その翌年、彼は戯曲（中国オペラ）の舞台をそのまま撮影した『天仙配 (The Heavenly Match)』を監督し、香港の観衆の間で人気となった。
しかし、その後、程なくして、石は共産党当局と対立し、反右派闘争の中で反革命分子として非難され、遂には1957年12月に入水自殺を遂げるに至った。特に1957年の映画『夜航』が批判の対象とされ、2回の批判大会が催された後、石は行方不明となり、後に水死体が発見された。名誉回復がなされたのは、1979年のことであった。